# Актайлак
Актайла́к (каз. Ақтайлақ) — село у складі Жанааркинського району Улитауської області Казахстану. Входить до складу Бідайицького сільського округу.
Населення — 330 осіб (2021; 389 у 2009, 67 у 1999, 358 у 1989).
Національний склад станом на 1989 рік:
- росіяни — 36 %;
- українці — 24 %.